# چیکونی
چیکونی (به ایتالیایی: Cicogni) یک منطقهٔ مسکونی در ایتالیا است که در پکورارا واقع شده‌است. چیکونی ۶۰ نفر جمعیت دارد و ۷۰۰ متر بالاتر از سطح دریا واقع شده‌است.